# Nooit Gedacht (Willemstad)
Nooit Gedacht – osada (buurt) w dzielnicy Mon Repos, miasta Willemstad, w dystrykcie Willemstad, w kraju autonomicznym Curaçao, należącym do Holandii, w Ameryce Południowej. 20 października 2023 r. liczyła 346 mieszkańców.  